# Descrição
A descrição (do latim descriptio, onis, figura, representação, de describere, escrever conforme o original, copiar, transcrever) é a enumeração das características próprias dos seres, coisas, cenários, ambientes, costumes, impressões etc. A visão, o tato, a audição, o olfato e o paladar constituem a base da descrição.
Segundo o arquiteto e designer gráfico Richard Saul Wurman, existem três meios para se descrever: palavras ou textos, imagens e números. Geralmente, as melhores descrições são dependentes de todos os três meios, mas em algumas situações, um meio deve predominar, enquanto que os outros dois sirvam de apoio.

## Estrutura
Os tipos mais comuns de verbos em descrições são os verbos de ligação (ser, estar, ficar etc) porque gramaticalmente esses verbos ligam  os seres (substantivos) às características (adjetivos). A estrutura de um texto descritivo contém:
- Introdução: é quando o ponto de vista de quem está observando focaliza o ser ou objeto e o distingue.
- Desenvolvimento: o observador captura elementos do objeto em uma ordem coerente devendo caracterizá-los de forma objetiva ou subjetivamente, ou ambas.
- Conclusão: não há um momento específico para a conclusão em textos descritivos, considera-se a conclusão quando a caracterização estiver completa.

O estilo da descrição pode ser idealista se a fantasia do escritor embeleza o objeto descrito, ou realista quando busca o máximo de fidelidade na transposição. Ainda dependendo da retórica clássica, poderia ser definida em hipotipose, segundo La Fontainer "pinta as coisas de maneira tão viva e energética que as põe de algum modo sob os olhos, e faz de um relato ou de uma descrição uma imagem, um quadro ou mesmo uma cena viva" e seu oposto a diatipose.

## Tipos de descrição
Um texto descritivo pode ser apresentado de duas maneiras:

### Descrição objetiva
Quando se descreve os aspectos físicos e tangíveis de algo, como altura, largura, peso, cor etc, ou seja, a realidade concreta, como todo mundo vê o objeto.

### Descrição subjetiva
participação maior da emotividade de quem escreve, ou seja, tem foco nas impressões causadas pelo descritor nem sempre sendo comprovável por meio da observação.
| Exemplo Era um pobre-diabo caminhando para os setenta anos, antipático, cabelo branco, curto e duro, como escova, barba e bigode do mesmo teor; muito macilento, com uns óculos redondos que lhe aumentavam o tamanho da pupila e davam-lhe à cara uma expressão de abutre, perfeitamente de acordo com o seu nariz adunco e com a sua boca sem lábios: viam-se-lhe ainda todos os dentes, mas, tão gastos, que pareciam limados até ao meio. — Aluísio Azevedo, O Cortiço , Capítulo II |

Em desuso, usou-se definir as descrições por tipo de objeto descrito, assim topografia é a descrição de lugares, a prosopografia, a descrição de aspectos externos do personagem, cronografia,  a descrição do tempo através de aspectos da natureza, a etopeia quando se descreve hábitos e costumes do personagem etc.